# Eupelmus macrocarpae
Eupelmus macrocarpae är en stekelart som beskrevs av William Harris Ashmead 1888. Eupelmus macrocarpae ingår i släktet Eupelmus och familjen hoppglanssteklar. Inga underarter finns listade i Catalogue of Life.